# دریاچه بارساکلمس
دریاچه بارساکلمس (انگلیسی: Barsakelmes Lake) یکی از بخش‌های باقی‌مانده از شمال دریاچه آرال است و در کشور قزاقستان جای دارد.